# Kådtapetserarbi
Kådtapetserarbi (Megachile ericetorum) är en art i överfamiljen bin och familjen buksamlarbin.

## Beskrivning
Grundfärgen är svart. Huvudet har ljusgul, hos hanen även rent vit behåring. Mandiblerna har fyra tänder på varje skänkel hos honan, tre hos hanen. Mellankroppen har blekgul till vit behåring, klara vingar med bruaktiga ribbor, och brunaktiga vingfästen. På bakkroppen har honan blekgula hårband i bakkanterna på tergiterna 2 till 5, medan hanen i stället har nästan helt vita hårband i bakkanterna på tergiterna 3 till 5. På buken har honan en gul scopa, en hårborste avsedd för polleninsamling. Honan är 14 till 16 mm lång, hanen 13 till 16 mm.

## Ekologi
Kådtapetserarbiet förekommer på habitat som gräsmarker, buskmarker, skogsbryn och -gläntor, vägrenar, sand- och lertag samt trädesåkrar. Den kan även förekomma bland bebyggelse som har tillgång till murar eller branter där den kan bygga sina bon. Arten flyger mellan juni och juli, honorna in i augusti. De är specialiserade på blommor ur ärtväxternas familj men samlar även föda, främst nektar, ur kransblommiga växter.

### Fortplantning
Hanarna patrulleringsflyger mellan blommor för att leta efter parningsvilliga honor. Honorna bygger larvbon i mellanrummen i murar, sprickor i branter, ruiner, murfogar, och även i övergina pälsbibon. De kan även använda sig av människotillverkade konstruktioner som bihotell. Till skillnad från andra tapetserarbin bygger de inte larvceller av bladbitar, utan av dy, och klär sedan väggarna med kåda. Det förekommer att boet parasiteras av kägelbiet Coelioxys aurolimbata, som lägger ägg i kådsmalbiets bon, ett ägg i varje larvcell. Den resulterande larven lever av födan som är avsedd för värdlarven efter det att den dödat värdägget eller -larven.

## Utbredning
Arten finns i större delen av Europa samt Nordafrika med undantag för Storbritannien och Norden. Den skall ha påträffats i södra Ontario, Kanada (2003). Forskarnas åsikter om den kan anses vara etablerad i Nordamerika eller ej tycks divergera. I Norden förekom den tidigare endast i Finland upp till 62° N, men betraktas där sedan 2019 som nationellt utdöd.